# بوین سیتی (میشیگان)
بوین، میشیگان (به انگلیسی: Boyne City, Michigan) یک شهر در ایالات متحده آمریکا با جمعیت ۳٬۷۳۵ نفر است که در میشیگان واقع شده‌است.

## موقعیت جغرافیایی
موقعیت جغرافیایی شهرها و مناطق اطراف به شرح زیر است: